# Pseudocatharylla berberichi
Pseudocatharylla berberichi là một loài bướm đêm trong họ Crambidae.